# Ochrotrichia felipe
Ochrotrichia felipe är en nattsländeart som beskrevs av Ross 1944. Ochrotrichia felipe ingår i släktet Ochrotrichia och familjen smånattsländor. Inga underarter finns listade i Catalogue of Life.